# Gustavo Dudamel
Gustavo Adolfo Dudamel Ramírez  (ur. 26 stycznia 1981 w Barquisimeto) – wenezuelski dyrygent i skrzypek, dyrektor muzyczny Orkiestry Filharmonii w Los Angeles, oraz dyrektor muzyczny młodzieżowej Orkiestry Symfonicznej Simóna Bolívara w Caracas. W latach 2007–2012 główny dyrygent Orkiestry Symfonicznej w Göteborgu.

## Życiorys
Już w wieku czterech lat grał w orkiestrze dla dzieci i młodzieży w swym rodzinnym mieście. W tej samej orkiestrze grał jego ojciec, puzonista. Kariera Dudamela od dzieciństwa była związana z El Sistema, programem edukacyjnym funkcjonującym w Wenezueli od 1975, w ramach którego działa obecnie 30 orkiestr symfonicznych.
Od 1995 studiował dyrygenturę. W 1999 został dyrektorem Orkiestry Symfonicznej Simóna Bolívara.
Laureat pierwszej nagrody na Konkursie Dyrygenckim im. Gustava Mahlera w Bambergu w 2004.
W 2017 roku poprowadził koncert noworoczny Filharmoników Wiedeńskich.